# Hexose
Een hexose is een monosacharide met 6 koolstofatomen (C6H12O6). 
Hexoses hebben ofwel een aldehyde als functionele groep in positie 1 (aldohexoses), ofwel een keton in positie 2 (ketohexoses).

## Aldohexoses
De aldohexoses hebben vier chirale centra ("asymmetrisch koolstofatomen"), dus zijn er 16 mogelijke stereo-isomeren. Hiervan komen slechts drie in de natuur voor:  D-glucose, D-galactose, en D-mannose. 
De 8 D-aldohexoses zijn:
```
   CH=O           CH=O          CH=O            CH=O
   |              |             |               |
  HC-OH        HO-CH           HC-OH         HO-CH
   |              |             |               |
  HC-OH          HC-OH       HO-CH           HO-CH
   |              |             |               |
  HC-OH          HC-OH         HC-OH           HC-OH
   |              |             |               |
  HC-OH          HC-OH         HC-OH           HC-OH
   |              |             |               |
   CH
2
OH          CH
2
OH         CH
2
OH           CH
2
OH

 
 
 
D
-
allose
       
D
-
altrose
     
D
-
glucose
       
D
-
mannose

 
 

 
 
   CH=O         CH=O            CH=O            CH=O
   |            |               |               |
  HC-OH      HO-CH             HC-OH         HO-CH
   |            |               |               |
  HC-OH        HC-OH         HO-CH           HO-CH
   |            |               |               |
HO-CH        HO-CH           HO-CH           HO-CH
   |            |               |               |
  HC-OH        HC-OH           HC-OH           HC-OH
   |            |               |               |
   CH
2
OH        CH
2
OH           CH
2
OH           CH
2
OH 

 
 
 
D
-
gulose
     
D
-
idose
         
D
-
galactose
     
D
-
talose
```

Een Amerikaans ezelsbruggetje om deze acht te onthouden luidt: "All altruists gladly make gum in gallon tanks".

## Ketohexoses

Structuurformule van fructose

De ketohexoses hebben drie chirale centra ("asymmetrisch koolstofatomen"), dus zijn er acht mogelijke stereo-isomeren. Hiervan komen alleen de D-isomeren in de natuur voor.
```
  CH
2
OH        CH
2
OH         CH
2
OH        CH
2
OH 
  |            |             |            |
  C=O          C=O           C=O          C=O
  |            |             |            |
 HC-OH      HO-CH           HC-OH      HO-CH
  |            |             |            |
 HC-OH        HC-OH       HO-CH        HO-CH
  |            |             |            |
 HC-OH        HC-OH         HC-OH        HC-OH
  |            |             |            |
  CH
2
OH        CH
2
OH         CH
2
OH        CH
2
OH 

 
 

D
-
psicose
    
D
-
fructose
    
D
-
sorbose
    
D
-
tagatose
```